# Mahamadou Diarra (calciatore 2003)
Mahamadou Diarra (30 novembre 2003) è un calciatore maliano, attaccante del WSG Tirol.

## Carriera

### Club
Diarra è cresciuto nel settore giovanile dello Stade Malien ed ha debuttato in prima squadra nel corso della stagione 2021-2022.
Il 24 agosto 2023 è stato acquistato a titolo definitivo dal WSG Tirol. Ha debuttato il 2 settembre seguente nell'incontro di Bundesliga perso 4-2 contro il Blau-Weiß Linz, trovando subito il primo gol con il nuovo club. Nel corso della stagione ha trovato sempre più spazio concludendo l'annata con 23 presenze e 4 reti, segnate tutte al Blau-Weiß Linz.

### Nazionale
Ha giocato nella nazionale maliana Under-23.

## Statistiche

### Presenze e reti nei club
Statistiche aggiornate al 30 agosto 2024.
| Stagione        | Squadra         | Campionato      | Campionato | Campionato | Coppe nazionali | Coppe nazionali | Coppe nazionali | Coppe continentali | Coppe continentali | Coppe continentali | Altre coppe | Altre coppe | Altre coppe | Totale | Totale |
| Stagione        | Squadra         | Comp            | Pres       | Reti       | Comp            | Pres            | Reti            | Comp               | Pres               | Reti               | Comp        | Pres        | Reti        | Pres   | Reti   |
| --------------- | --------------- | --------------- | ---------- | ---------- | --------------- | --------------- | --------------- | ------------------ | ------------------ | ------------------ | ----------- | ----------- | ----------- | ------ | ------ |
| 2021-2022       | Stade Malien    | PD              | ?          | ?          |                 | -               | -               | CCL+CCC            | 2+4                | 0                  |             | -           | -           | 6+     | 0+     |
| 2023-2024       | WSG Tirol       | BL              | 22         | 4          | CA              | 1               | 0               |                    | -                  | -                  |             | -           | -           | 23     | 4      |
| 2024-2025       | WSG Tirol       | BL              | 4          | 0          | CA              | 2               | 1               |                    | -                  | -                  |             | -           | -           | 6      | 1      |
| Totale carriera | Totale carriera | Totale carriera | 26+        | 4+         |                 | 3               | 1               |                    | 6                  | 0                  |             | 0           | 0           | 35+    | 5+     |

## Palmarès

### Club

#### Competizioni nazionali
- Coppa del Mali: 2

Stade Malien: 2021, 2023